# Gato-do-mato-grande
O gato-do-mato-grande (nome científico: Leopardus geoffroyi) é um mamífero carnívoro da família dos felídeos, encontrado nas regiões sul e central da América do Sul, geralmente em áreas mais abertas que os demais gatos-do-mato. Seu tamanho se sobrepõe ao do gato-doméstico. A UICN, classifica a espécie como pouco preocupante, já que é generalizado e abundante em grande parte de sua ocorrência.

## Características

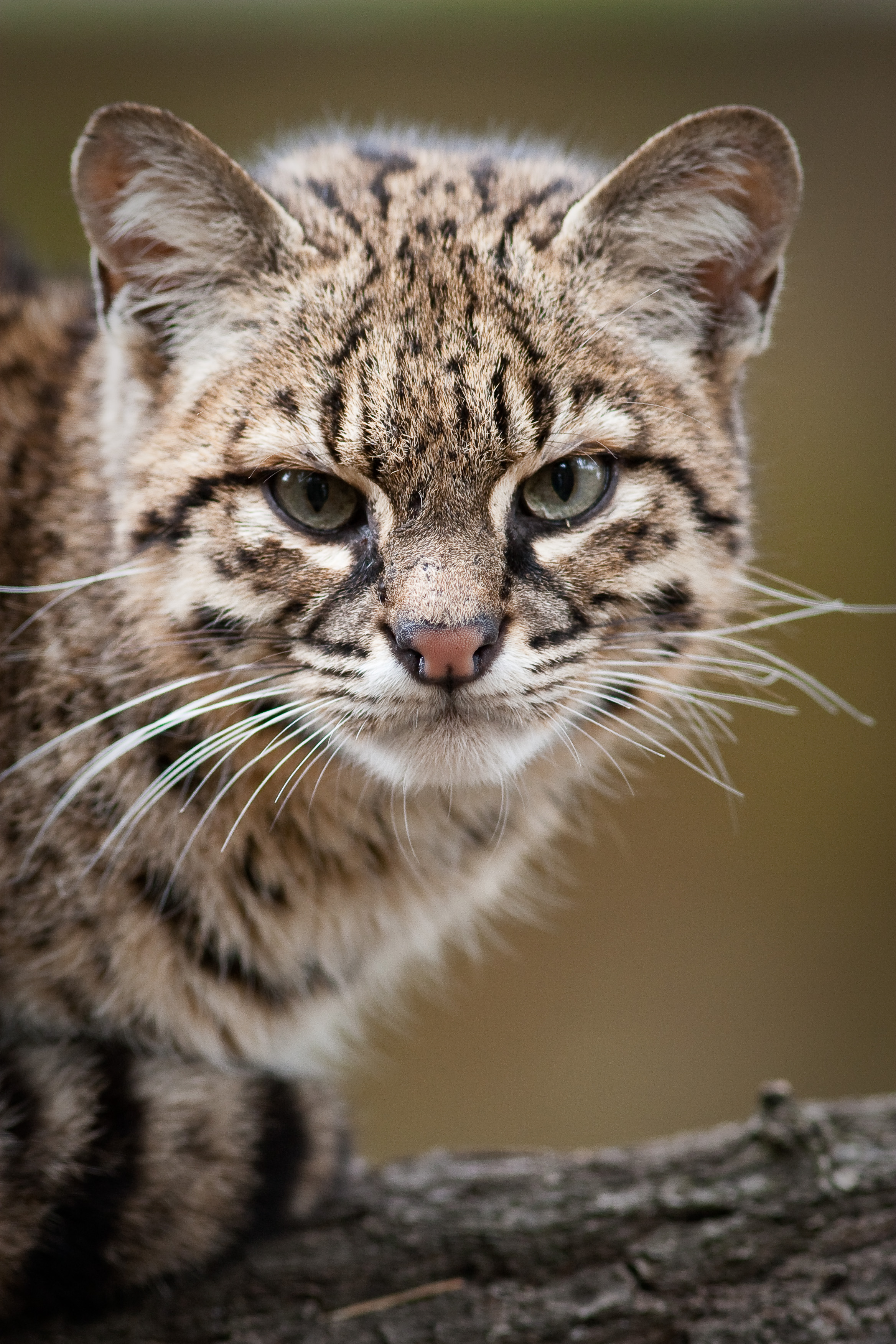
um espécime em cativeiro

O gato do mato grande é maior que um gato doméstico, ao contrário do gato do mato pequeno, e possuí inúmeras manchas escuras e listras nas bochechas, cabeça, pescoço bem como na cauda e nos membros. Sua pelagem de fundo é geralmente amarelo acastanhado, com o ventre branco. Indivíduos melânicos não são incomuns na espécie.
Seu corpo tem aproximadamente 60 cm de comprimento, com uma cauda relativamente curta de 31 cm. Pesa entre 2 e 5 kg, embora indivíduos de até 7,8 kg tenham sido registrados. Os machos são maiores que as fêmeas, e os gatos do mato grandes que vivem ao sul são geralmente maiores do que os do norte.

## Distribuição geográfica e habitat
O gato do mato grande habita os Andes, os pampas e o gran chaco do sul da Bolívia até o estreito de Magalhães em elevações de até 3.300 m acima do nível do mar. Eles preferem bosques abertos ou matas com abundante cobertura vegetal, mas também ocorrem em pastagens e áreas pantanosas.
Embora pareça abundante nas regiões centrais, incluindo na Bolívia, onde é o segundo felino mais comum depois da Jaguatirica, é considerado muito ameaçado em regiões como o sul do Chile. A União Internacional para a Conservação da Natureza anteriormente classificou a espécie como quase ameaçada, devido à preocupações com a destruição de seu habitat em muitos países onde ocorre.

## Ecologia e comportamento

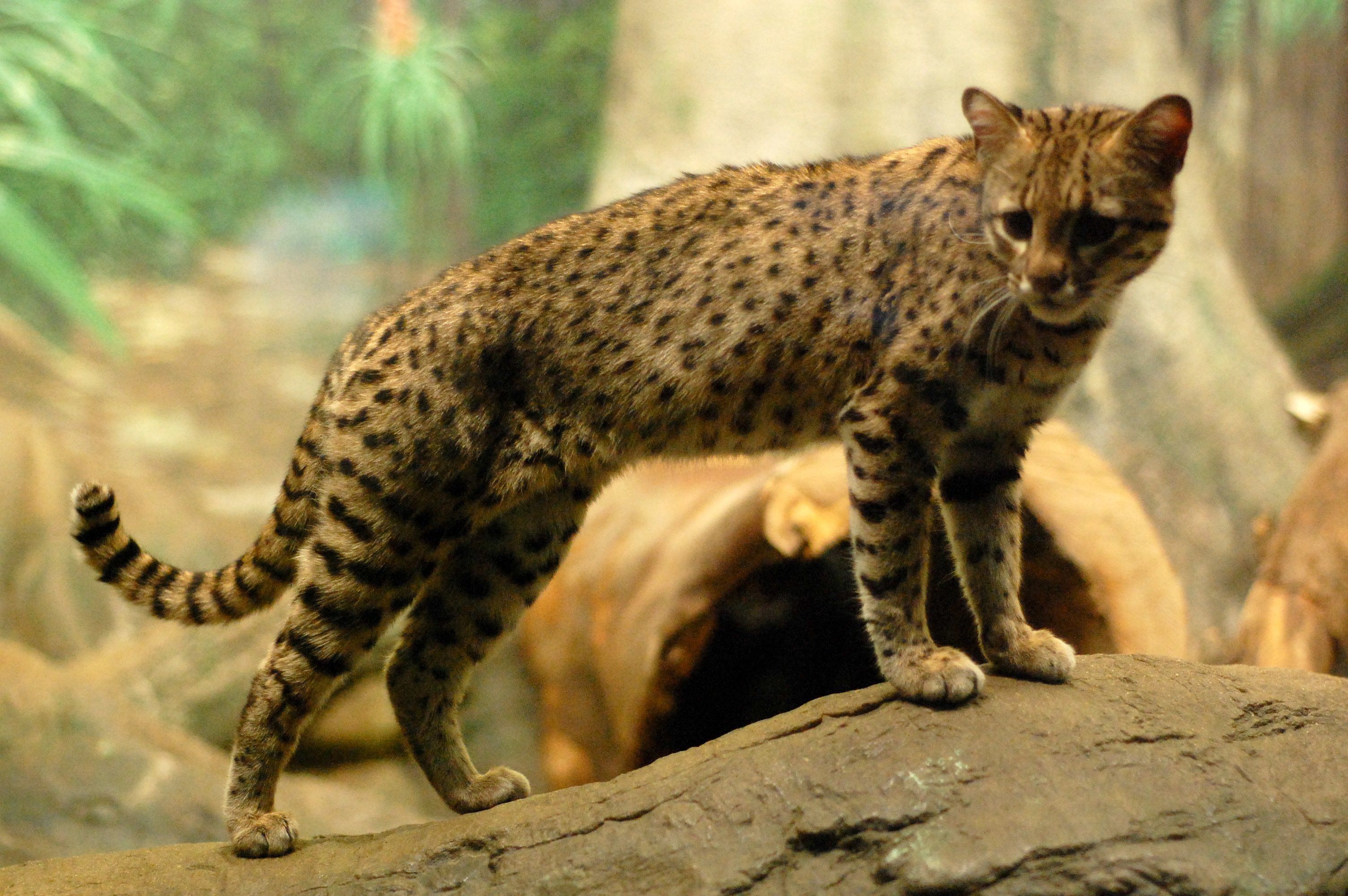
Um gato do mato grande

O gato do mato grande é noturno e solitário, só se encontrando com outros de sua espécie na época de reprodução. Eles já foram observados se levantando sobre suas patas traseiras para escanear a paisagem ao seu redor e usando a sua cauda como suporte, um comportamento incomum entre os felinos. Ele é perfeitamente capaz de subir em árvores, mas raramente o faz.
Eles estão no topo da cadeia alimentar de seu ecossistema e se alimentam principalmente de roedores, lebres, pequenos lagartos, insetos e ocasionalmente sapos e peixes. As fêmeas possuem territórios de 2 a 6 quilômetros quadrados, em quanto que os machos de até 12 quilômetros.

## Reprodução
A época de acasalamento da espécie dura de outubro a março. A gestação varia de 72 a 78 dias e resulta no nascimento de uma ninhada de até 3 filhotes, que nascem pesando cerca de 65 a 95 gramas. Os filhotes se desenvolvem mais lentamente que os de gato domésticos, se tornando independentes de suas mães por volta dos 8 meses de idade, mas geralmente não atingem a maturidade sexual até que tenham de 18 a 24 meses. Eles podem viver por até 20 anos.

## Conservação
O gato do mato grande foi excessivamente caçado por sua pele desde os anos 1960 até década de 1980, mas pouco comércio ocorreu após 1988. A legislação introduzida no final da década de 1980 tornou ilegal a caça e o comércio interno de suas peles na Argentina, Bolívia, Brasil, Chile, Paraguai e Uruguai.